# Faubourg Saint-Marcel

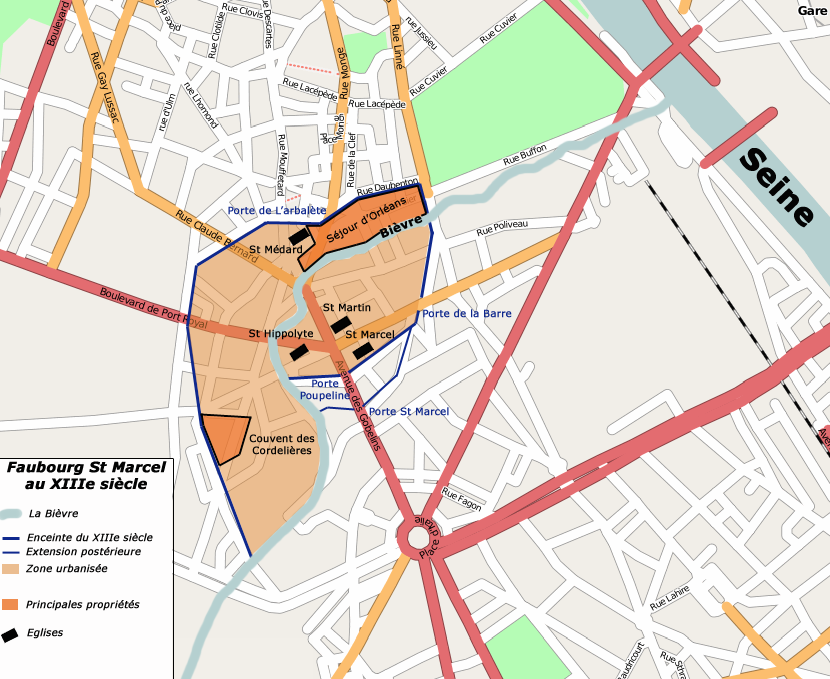
Plan des Faubourg Saint-Marcel im 13. Jahrhundert

Der Faubourg Saint-Marceau oder Saint-Marcel ist ein ehemaliger Vorort und heutiger Pariser Stadtteil auf der Grenze des 5. zum 13. Arrondissement.

## Geschichte

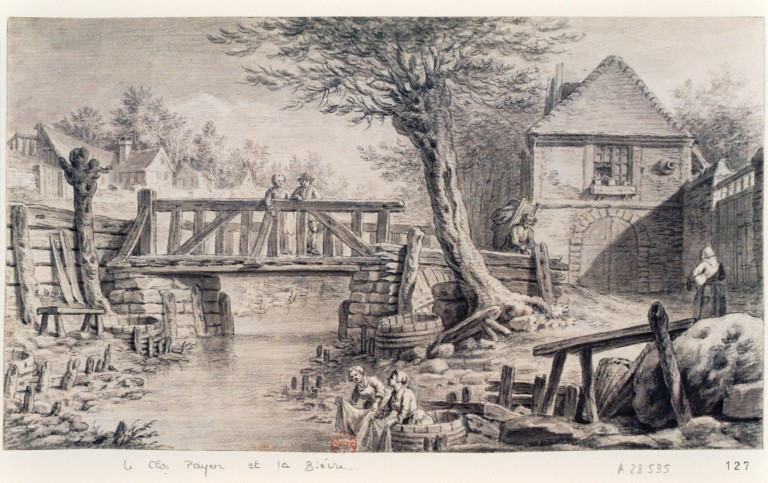
Die Bièvre in Saint-Marcel im 18. Jahrhundert

In der Antike war das Gebiet nicht bewohnt. Zu Beginn des 4. Jahrhunderts befand sich hier eine weitläufige Nekropole, die sich entlang der Römerstraße nach Melun erstreckte: die im Hypogäum aufbewahrte Asche der Verstorbenen hat in der Etymologie des Viertels Spuren hinterlassen: die heutige Rue Broca hieß früher Rue de Lourcine wies auf die Terre de lococinerum (Ort der Asche) hin, die unter König Ludwig VII. zur Clos de la Cendrée (Cendres = Asche) wurde. Der südliche Teil des Faubourg Saint-Marcel behielt seine Rolle als Terre des morts (Ort der Toten) bis in die Zeit der Merowinger hinein.
Vermutlich weihte Bischof Dionysius von Paris im 3. Jahrhundert hier eine einfache Kapelle dem Heiligen Klemens. Nachdem wohl im Jahr 436 der Bischof Marcellus von Paris hier bestattet worden war und sich ein Heiligenkult um seine Person entwickelt hatte, wurde im 5. Jahrhundert oder Anfang des 6. Jahrhunderts über seinem Grab die Gebetskapelle St. Marcel errichtet. Der Ort, der um diese Kapelle entstand, und ursprünglich Chambois oder Chamboy hieß, übernahm bald den Namen seines Patrons. 884 wurden im Zusammenhang mit den Überfällen der Normannen die Reliquien Marcellus‘ in die Kathedrale auf der Île de la Cité in Sicherheit gebracht – eine richtige Entscheidung, da der Ort durch die Überfälle unterging und erst im 10. Jahrhundert neu gegründet wurde.
Der Bau der Stiftskirche Saint-Marcel im 11. Jahrhundert, der Kapelle Saint-Martin, der Kirche Saint-Hippolyte sowie die Errichtung der Pfarre Saint-Médard (1183) am linken Ufer der Bièvre auf dem Gebiet Saint-Marcels und unter der Jurisdiktion der Abtei Sainte-Geneviève gab dem Ort ein neues Gesicht. Zu Beginn des 13. Jahrhunderts umgab sich der Ort mit einer Mauer und einem vorgelagerten Graben, beide wurden zwischen 1557 und 1561 abgerissen bzw. zugeschüttet.

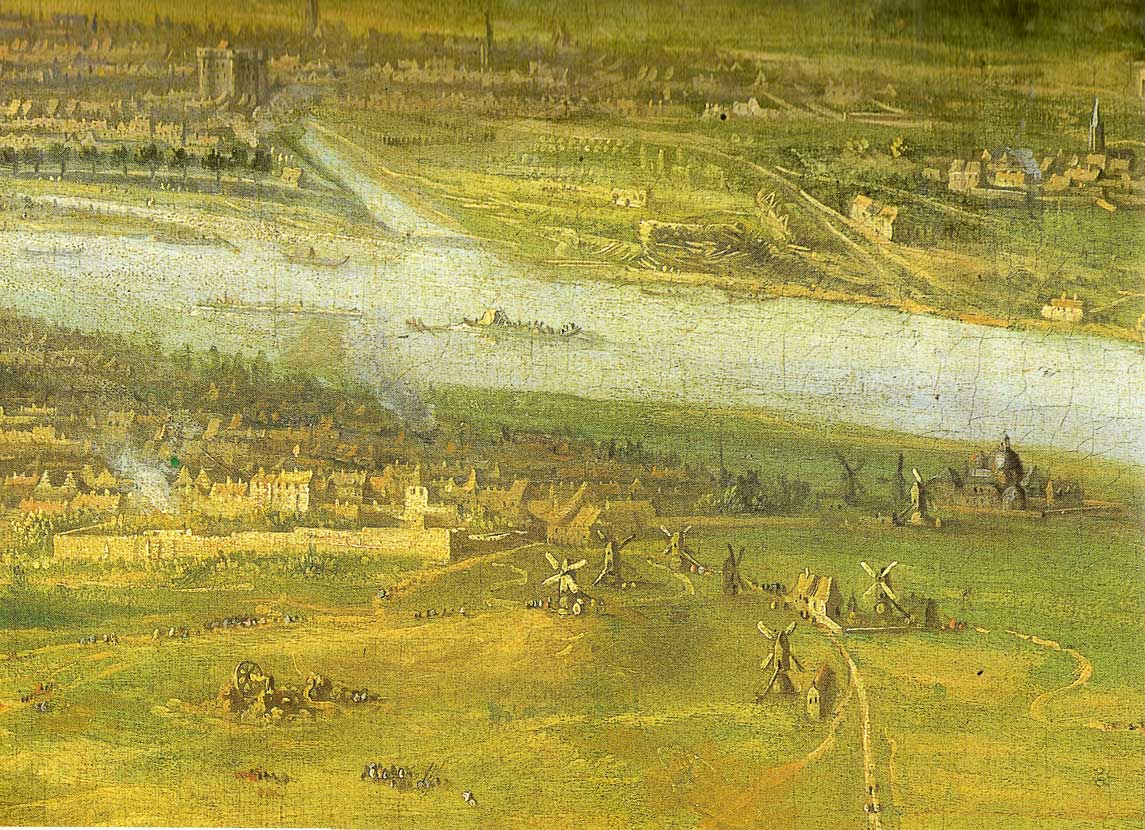
Ansicht von Paris zur Zeit der Fronde 1649: im Vordergrund die Salpêtrière und der Faubourg Saint-Marcel, im Hintergrund der Faubourg Saint-Antoine und die Bastille

Die Lage außerhalb von Paris zog ab dem Ende des 13. Jahrhunderts eine Reihe von Adligen an, beginnend mit Marguerite de Provence († 1295), der Witwe Ludwigs des Heiligen, die 1289 im Westen des Dorfes den Couvent des Cordeliéres gründete, und die in der Nähe eine Residenz bauen ließ, in der sie mit ihrer Tochter Blanche († 1320), der Witwe Ferdinand de la Cerdas († 1275), lebte (das Hôtel de la Reine Blanche, womit aber nicht die Tochter gemeint ist, sondern die Mutter, die als Königinwitwe als Reine Blanche bezeichnet wurde; hier fand eventuell 1393 der Bal des Ardents statt). Ihr folgten der Graf von Boulogne, der Graf von Forez, der Bischof von Laon Roger d’Armagnac, sowie Miles de Dormans, der Kanzler von Frankreich, der sein Haus dem Herzog von Orléans abtrat (der Séjour d’Orléans östlich der Kirche Saint-Médard am Ufer der Bièvre). Der Couvent des Cordelières nahm im 14. Jahrhundert Isabella von Valois, Schwester des Königs Philipp VI. und Witwe des Herzogs Peter I. von Bourbon (X 1356) auf, die hier 1383 starb. Catherine de France (1378–1388), die jüngste Schwester des Königs Karl VI., wurde nach dem Tod ihrer Mutter Jeanne de Bourbon 1378 hier erzogen. Ab dem 15. Jahrhundert kam Saint-Marcel aus der Mode und die Adelspaläste wichen Handwerksbetrieben.
Der Teil Saint-Marcels, der am rechten Ufer der Bièvre lag, unterstand den Kanonikern von Saint-Marcel, die 1238 ihre Leibeigenen in die Freiheit entließen. Später erhob König Philipp IV. das Dorf zur Stadt. 1296 garantiert das Parlement von Paris die fiskalische Unabhängigkeit des Ortes, was eine Reihe von Handwerkern dazu brachte, sich hier niederzulassen, darunter als erste die Metzger, die die Bièvre nutzen, um sich ihrer Abfälle zu entledigen, weswegen eine der Brücken über den Bach den Namen „Pont aux Tripes“ (Brücke der Eingeweide) genannt wurde. Es folgten die Weißgerber, die Lohgerber, die Zurichter, die Schuhmacher und Färber, die gemeinsam aus der Bièvre das extrem verschmutzte Gewässer machten, das es bis in die zweite Hälfte des 20. Jahrhunderts hinein blieb. Zahlreiche Herbergen und Gaststätten entstanden entlang der Bièvre, die von Rabelais und Jean-Jacques Rousseau frequentiert wurden.
1443 ließ sich Jean Gobelin in Saint-Marcel nieder und gründete seine Färberei, die spätere Gobelin-Manufaktur, mit der er und seine Nachfahren bis zum 16. Jahrhundert ein großes Vermögen erwirtschafteten; der südliche Teil des Ortes trägt heute noch den Namen der Familie. 1662 siedelte Ludwig XIV. in Saint-Marcel die Handwerker an, die im Auftrag Nicolas Fouquets bis zu dessen Sturz am Schloss Vaux-le-Vicomte gearbeitet hatten. 1663 wurde aus der Gobelin-Manufaktur die Manufacture royale des meubles et tapisseries de la Couronne unter Charles Lebrun, für die eine große Zahl neuer Gebäude errichtet wurde, zum Teil in Richtung der Rue Mouffetard (heute Avenue des Gobelins), zum Teil wiederum am Ufer der Bièvre, und die Ludwig XIV. zum Beginn seiner Alleinherrschaft großzügig unterstützte. Tapisserien, Silbergeschirr, Leuchter und Möbel wurden hier für den Hof produziert. Als Ludwig XIV. schließlich den Louvre gegen das Schloss Versailles tauschte, begann der Niedergang der Manufaktur, auch wenn sie weiterhin weithin bekanntes Kunsthandwerk hervorbrachte.
Der durch die Manufaktur erzeugte Wohlstand darf nicht darüber hinwegtäuschen, dass lediglich die hier tätigen Spezialisten davon profitierten. Die Mehrheit der Bevölkerung lebte in Armut und das Viertel hatte bis ins 19. Jahrhundert hinein einen schlechten Ruf, von dem Rousseau in seinen im Jahr 1782 erschienenen Confessions berichtet.

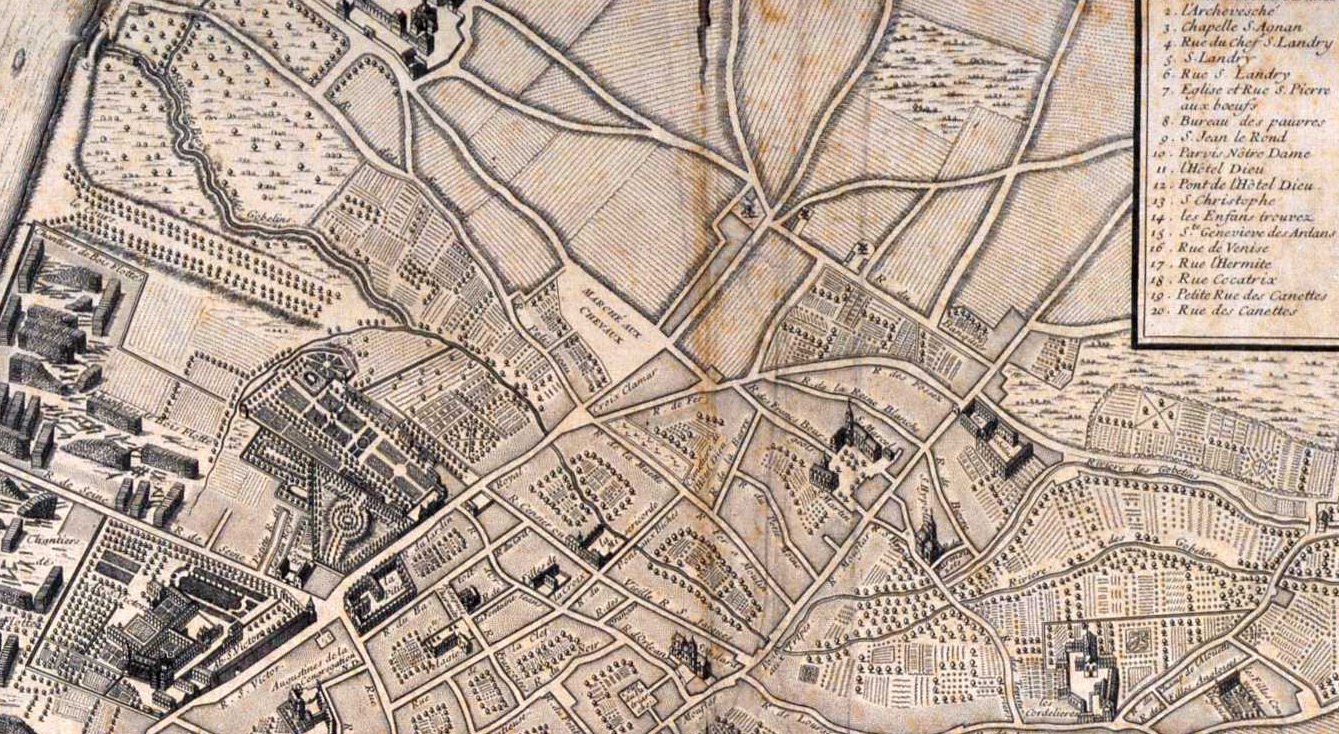
Saint-Marcel 1762 (nach Jaillot)

Die Französische Revolution fiel hier natürlich auf fruchtbaren Boden, aus dem Faubourg stammen Wortführer wie Louis Legendre (1752–1797) und Antoine Joseph Santerre (1752–1809).

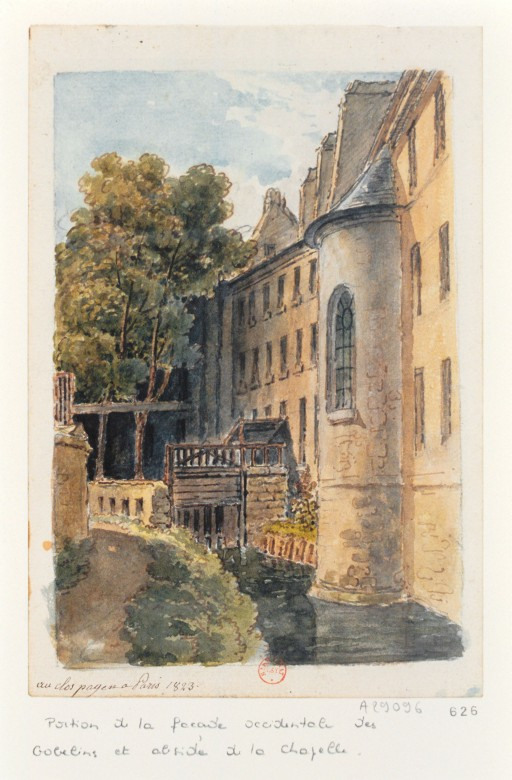
Die Bièvre an der Manufacture des Gobelins 1830

Im 19. Jahrhundert wurde der Faubourg Saint-Marcel in die Stadt Paris integriert. Die Industrielle Revolution führte zu einem starken Zustrom mittelloser Arbeiter, wodurch das Viertel weiterhin im Elend verharrte. Mit den städtebaulichen Arbeiten des Barons Haussmann wandelte sich dann das Gesicht Saint-Marcels. 1857 wurde der Bau des Boulevard Saint-Marcel und des Boulevard Arago beschlossen. Innerhalb von zwei Jahren verschwand die Masse der alten Bausubstanz. Bei den Bauarbeiten wurde die immense christliche Nekropole aus der Spätantike entdeckt, die sich zum Teil auch heute noch unter der Oberfläche befindet. Ebenfalls im 19. Jahrhundert begannen die Arbeiten an der Deckelung der Bièvre, die zum Teil erst am Vorabend des Zweiten Weltkriegs abgeschlossen wurde; heute ist die Stadt Paris dabei, diese Deckelung wenigstens teilweise wieder rückgängig zu machen.
Mittlerweile ist der Faubourg Saint-Marcel eines der teuersten Wohngebiete des 13. Arrondissements.

## Sehenswürdigkeiten
- Gobelin-Manufaktur (Eingang in der Avenue des Gobelins 42)
- Das Hôtel de la Reine Blanche (Rue des Gobelins 17, eventuell Schauplatz des Bal des Ardents, der heutige Bau stammt von der Familie Gobelin)
- Die Kirche Saint-Médard (Rue Mouffetard)
- Die Kirche Saint-Marcel (Baujahr 1966, die alte Stiftskirche Saint-Marcel wurde 1806 zerstört)
- Das ehemalige Théâtre des Gobelins (Avenue des Gobelins 73)
- Das Hôtel Scipion (Rue Scipion 13), 1565 für den italienischen Finanzier Scipio Sardini gebaut
- Der Square René-Le-Gall zwischen dem Hôpital Broca und der Manufacture des Gobelins. Die Fläche war niemals bebaut; sie befand sich als Grünfläche im Besitz der Cordelières sowie der Familien Gobelin und Le Peultre; der heutige Park wurde 1936 von Jean-Charles Moreux angelegt.
- Das Hôpital Broca